# Dolina Trzech Stawów

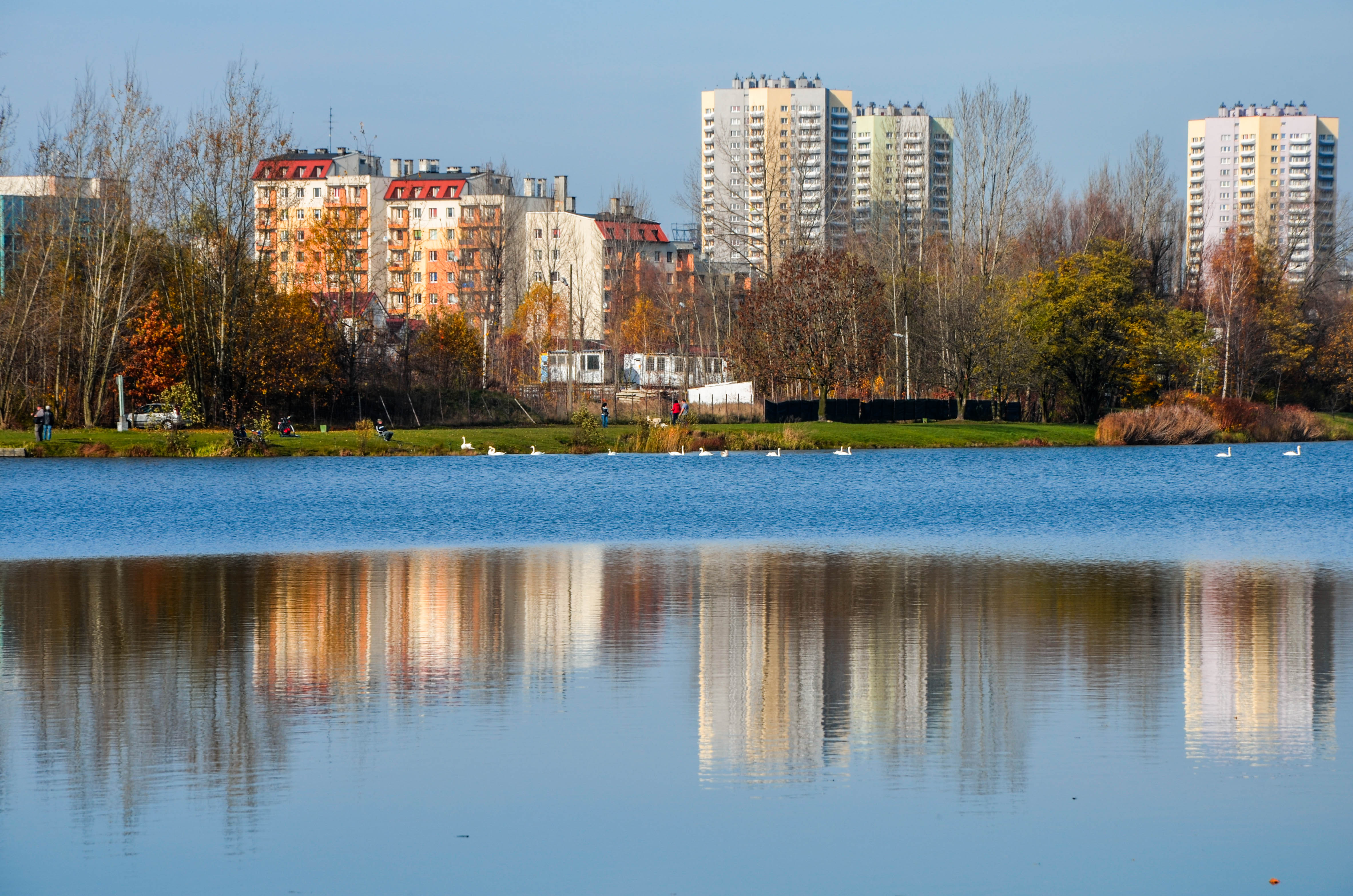
Dolina Trzech Stawów in Katowitz

Dolina Trzech Stawów (deutsch: Stauweiher, oberschlesisch: Sztauwajery) ist ein großer Park in Kattowitz (Polen), im Stadtteil Osiedle Paderewskiego-Muchowiec.
Die Bezeichnung Dolina Trzech Stawów (wörtlich „Tal der drei Teiche“) stammt von drei großen Gewässern. Der Park grenzt an den Flugplatz Katowice-Muchowiec, der vom Schlesischen Fliegerklub benutzt wird. Im Park befinden sich Radwege und ein Parkplatz.